# 12139 Tomcowling
12139 Tomcowling là một tiểu hành tinh vành đai chính với chu kỳ quỹ đạo là 1290.3895977 ngày (3.53 năm).
Nó được phát hiện ngày 24 tháng 9 năm 1960.